# 港獨派
港獨派（英語：Hong Kong independence camp），或稱獨派（英語：pro-independence camp）等，香港政治派別，主張香港獨立，並視香港人為獨立的「香港民族」族群。
港獨派在二十世紀已經存在，當時有部分香港商人（例如馬文輝）提倡香港獨立，效忠香港，而非依賴中國與英國。到2016年，港獨派再次得到公眾注目，包括「香港民族黨」的成立，「本土民主前線」的梁天琦因主張獨立而被政府禁止參選，「青年新政」立法會議員因展示獨立標語而被褫奪議席。

## 沿革
第二次世界大战爆發之前，部分香港華人精英階層自覺有別於中國本土的華人，他們曾促使港督楊慕琦響應威爾遜體系，推動關係到民主自治的本土政府計劃，但後因二戰發生而停頓。二戰結束後，由於中國內戰，大量難民逃難至香港。在一段時期裡，香港警察愈趨腐敗，貪污風氣逐漸盛行，甚至出現警黑勾結的情況。在人口急增的情形下，香港平民的生活質素嚴重下降，英屬香港政府卻維持在二戰前的做法，放任地忽視民眾的需求，只擁絡華裔買辦或權貴。當時民眾間產生了抵觸英屬香港政府的想法，部分成為了國共的支持者，或是共產主義者。礙於鄰接香港的國家的紅色力量規模，港督葛量洪又擱置了民主普選計劃，使得少部份主張民主主義的精英階層亦開始抵觸英屬香港政府。社運人士馬文輝認為就算香港人認同自己是中國人，也不會為國共兩黨的政府所容納，香港人應效忠自己和香港，才是解決問題的方法。他沒有選擇加入國共或港府，而是選擇成立香港民主自治黨和聯合國香港協會兩個組織，主張以和平手段追求民主、自治、獨立。
六七暴動後，英國發現香港華人普遍反對共產主義，站在港府同一陣線，於是港府除了大幅改善施政外，還推動香港本土運動發展，因英國有處理愛爾蘭問題的失敗經驗，本身是蘇格蘭人的麥理浩認為香港人不會也不可能效忠於英國，培養香港人對自身和香港的自豪感和歸屬感才是解決問題的方法。
後來，中共透過在聯合國剔除香港出殖民地列表、對香港華人學生統戰、地下黨、周慶鑽搶閘宣傳等手段，致使香港主權移交至中國。中國政府認為香港人必須要擁護中國，要拉近兩方之間的距離，更要主張港中融合。1997年香港主權移交後，中國政府除了重複英屬香港政府早期統治的手段外，更推動深港同城化計劃，與此同時，中共並沒有兌現在香港實行民主制度的承諾，更希望以中國大陸為主的方式在香港進行選舉。
有報導說，近年來的中國大陸移民對香港社會欠缺共同感、大陸和香港距離太近、政治買辦政府和議會脫離香港群眾等所引申的問題陸續浮現。

## 歷史
2013年，招顯聰、張漢賢和雷晨在社交網站創立香港人優先及香港人主場兩個組織，並擔任發言人，早期主要在示威場合中展示英屬香港旗表達對政府的不滿，但並非主張香港獨立。
2014年2月，香港大學學生會刊物《學苑》二零一四年二月號以「香港民族，命運自決」作為封面，發表一系列探討香港人命運的文章。該刊物在2015年1月被梁振英列入施政報告中並批評，成為港獨派思想的起源。
2014年9月，香港大學學生會刊物編輯委員會出版《香港民族論》，提出基於想像的共同體和公民民族主義的香港民族有權自決前途。
2016年3月28日，香港民族黨成立，召集人为香港独立运动支持者陈浩天，发言人为宋超然，主张香港脱离中华人民共和国，建立独立主权国家的“香港共和国”，不排除一切手段，不限於議會、參選、社會運動、公民抗命、武力、軍事。隨後本土民主前線表明支持香港獨立，新成立的青年新政主張「香港民族，前途自決」，發言人梁頌恆和召集人游蕙禎表明個人支持香港獨立。
2016年6月26日，招顯聰成立組織歸英獨立聯盟，並且舉行記者會，宣佈計劃參選2016年立法會選舉，提出恢復英國主權作過渡，先歸英後獨立，並且尋求港人捐款，又宣佈香港的本土派是敵人。招顯聰於舉行記者會後翌日離開組織。
2016年8月初，陳國強、鍾銘麟相繼表明支持香港獨立。
2016年8月5日，香港民族黨舉辦「香港史上第一個獨派集會」，以「捍衛民主，香港獨立」為主題。
2016年8月16日，梁衍華大律師出版《香港獨立論》，該書以學術角度去分析香港主權獨立及相關事項，包括探討香港是否有異於華夏的歷史觀；文化篇探討粵漢文化之別、香港文化異於華夏及粵英混合的特點。
2016年11月，香港民族黨的陳浩天和宋超然應邀到日本東京出席南蒙古大呼拉爾成立儀式和進行學術研究。
2018年9月香港民族黨被香港保安局取締。
2019年10月4日，反對逃犯條例修訂草案運動期間有示威者在香港各地宣讀香港臨時政府宣言，網絡上有人發起組建香港臨時政府運動。數日後運動不了了之。
2020年7月1日，《中華人民共和國香港特別行政區維護國家安全法》實施，港獨主張在香港為非法行為。港獨活動在香港的一切思潮與行為，從此被徹底禁止。

## 組織
- 勇武前綫：原稱獨立陣線
- 調理農務蘭花系
- 我是香港人連線：亦稱香港獨立運動，於2004年註冊網站開始宣傳香港獨立建國信息[16]，香港李登輝之友會盟友。
- 香港效益主義黨：主張效益主義，並認為香港獨立符合效益。
- 屠龍小隊：激進武鬥派勇武組織
- Black Bloc小隊：激進地下勇武組織，曾對外為2022年香港新界西北大停電事件承認責任。
- 光城者：為香港革命組織，於2020年初開始出現並在網上平台表示是由反送中運動後的革命餘火所組成之組織。
- 集英揚武堂：為香港地下武裝組織，於2020年起籌備「香港武獨黨」及組建香港自衛軍。以組織香港地下武裝力量進行反政府活動，支援香港獨立，並以武裝手段推翻港共傀儡政府及中國共產黨為組織目標。

已解散
- 香港人優先
- 學生動源 (僅香港本部)
- 香港民族陣綫
- 學生獨立聯盟

已被取締
- 香港民族黨：透過學術交流宣揚反中共政權殖民信息的政黨

相關人物：
- 鄒家成
- 陳浩天
- 梁天琦
- 黃台仰
- 孫曉嵐
- 劉祖迪
- 鍾翰林

## 引用
1. 1 2  馬文輝. . 1990  [2020-10-24]. （原始内容存档于2020-10-24）.
2. ↑  . 自由時報. 2017-02-07  [2017-07-17]. （原始内容存档于2020-10-24）.
3. ↑  . BBC中文網. 2014-06-19  [2020-10-19]. （原始内容存档于2020-10-19）.
4. 1 2  諸夏文化傳播協會. . 端傳媒. 2017-10-21  [2020-10-19]. （原始内容存档于2019-11-21）.
5. ↑  . BBC中文網. 2016-03-28  [2020-10-19]. （原始内容存档于2016-04-17）.
6. ↑  . 立場新聞. 2016-06-27  [2020-10-19]. （原始内容存档于2019-08-17）.
7. ↑  中央通訊社. . 中央社 CNA. 2016-08-02  [2025-06-25] （中文（臺灣））.
8. ↑  自由時報電子報. . 2016-08-01  [2024-08-20]. （原始内容存档于2023-11-09）.
9. ↑  . 立場新聞. 2016-08-05. （原始内容存档于2016-08-08）.
10. ↑  自由亞洲電台. . 2018-07-27  [2024-08-20]. （原始内容存档于2024-08-20）.
11. ↑  . 明報. 2016-11-11  [2020-10-19]. （原始内容存档于2020-10-19）.
12. ↑  鄭秋玲. . 香港01. 2018-07-17  [2020-10-19]. （原始内容存档于2020-08-26）.
13. ↑  . 大紀元時報. 2019-10-05  [2019-10-05]. （原始内容存档于2020-08-10） （中文（繁體））.
14. ↑  . 三立新聞網. 2020-09-07  [2020-10-19]. （原始内容存档于2020-10-12）.
15. ↑  凌益琛. . 香港01. 2020-07-05  [2024-08-20]. （原始内容存档于2024-08-20） （中文（香港））.
16. ↑  . 蘋果日報. 2005-02-07  [2020-10-24]. （原始内容存档于2016-06-01）.